# Saison 2017 de l'équipe cycliste Lotto-Kern-Haus
La saison 2017 de l'équipe cycliste Lotto-Kern-Haus est la quatrième de cette équipe.

## Préparation de la saison 2017

### Arrivées et départs
| Arrivées           | Équipe 2016             |
| ------------------ | ----------------------- |
| Frederik Einhaus   | RSV Concordia Forchheim |
| Jonas Rutsch       | VC Frankfurt 1883       |
| Fabian Schormair   | LKT Brandenburg         |
| Joshua Stritzinger | Christina Jewelry       |
| Jonas Tenbrock     | Stölting Service Group  |
| Luc Turchi         | Basso Bikes             |

| Départs             | Équipe 2016        |
| ------------------- | ------------------ |
| Moritz Backofen     | Dauner D&DQ-Akkon  |
| Andre Benoit        |                    |
| Frederik Dombrowski | Dauner D&DQ-Akkon  |
| Felix Drumm         | RSC Zweibrücken 88 |
| Lukas Löer          | Dauner D&DQ-Akkon  |
| Marcel Meisen       | Steylaerts-Verona  |
| Dario Rapps         | RSC Kempten        |

## Coureurs et encadrement technique

### Effectif
| Cycliste              | Date de naissance | Nationalité | Équipe 2016             |  |
| --------------------- | ----------------- | ----------- | ----------------------- |  |
| Julian Braun          | 27 septembre 1995 | Allemagne   | Kuota-Lotto             |  |
| Frederik Einhaus      | 29 mars 1998      | Allemagne   | RSV Concordia Forchheim |  |
| Raphael Freienstein   | 7 avril 1991      | Allemagne   | Kuota-Lotto             |  |
| Christopher Hatz      | 21 octobre 1991   | Allemagne   | Kuota-Lotto             |  |
| Luca Henn             | 18 décembre 1997  | Allemagne   | Kuota-Lotto             |  |
| Joshua Huppertz       | 10 novembre 1994  | Allemagne   | Kuota-Lotto             |  |
| Tobias Knaup          | 17 mars 1993      | Allemagne   | Kuota-Lotto             |  |
| Robert Retschke       | 17 décembre 1980  | Allemagne   | Kuota-Lotto             |  |
| Jonas Rutsch          | 24 janvier 1998   | Allemagne   | VC Frankfurt 1883       |  |
| Fabian Schormair      | 23 octobre 1994   | Allemagne   | LKT Brandenburg         |  |
| Joshua Stritzinger    | 6 décembre 1995   | Allemagne   | Christina Jewelry       |  |
| Jonas Tenbrock        | 16 décembre 1995  | Allemagne   | Stölting Service Group  |  |
| Luc Turchi            | 1er juin 1995     | Luxembourg  | Basso Bikes             |  |
| Richard Weinzheimer   | 4 avril 1996      | Allemagne   | Kuota-Lotto             |  |
| Daniel Westmattelmann | 31 octobre 1987   | Allemagne   | Kuota-Lotto             |  |

## Bilan de la saison

### Victoires
| Date | Course | Pays | Classe | Vainqueur |
| ---- | ------ | ---- | ------ | --------- |